# Syzeuctus bicornis
Syzeuctus bicornis är en stekelart som först beskrevs av Johann Ludwig Christian Gravenhorst 1829.  Syzeuctus bicornis ingår i släktet Syzeuctus och familjen brokparasitsteklar. Arten är reproducerande i Sverige. Inga underarter finns listade i Catalogue of Life.